# Steinkreis von Tregeseal

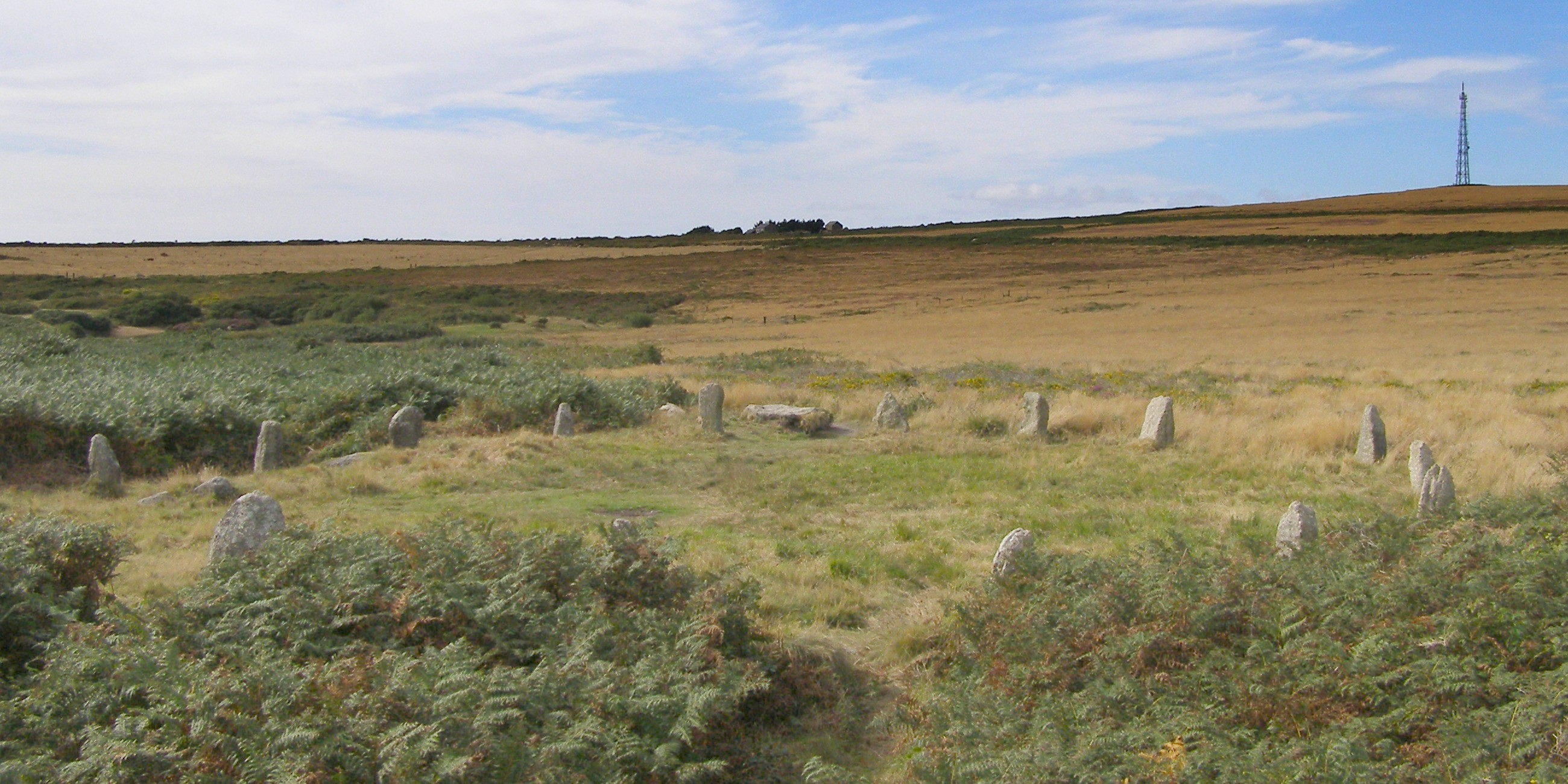
Tregeseal, Cornwall, England

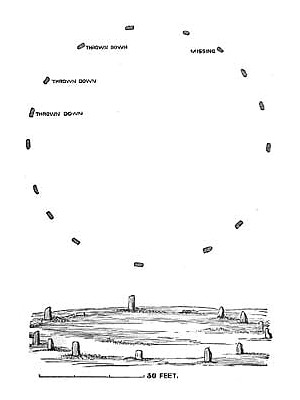
Radierung von W.C. Borlase 1872

Der Steinkreis von Tregeseal (auch The "Dancing Stones" genannt) liegt in der Nähe der Ortschaft Tregeseal im ehemaligen District Penwith in der Grafschaft Cornwall in England. Der Steinkreis, auch bekannt unter der Bezeichnung The Stones Dancing, ist etwa 4000 Jahre alt und stammt aus dem späten Neolithikum oder der frühen Bronzezeit.

## Lage
Die Steinsetzung befindet sich in Südwest-Cornwall östlich der Straße von Morvah nach St Just in Penwith und liegt einen Kilometer östlich der Ortschaft Tregeseal. Sie kann von dort über die Truthwall Lane und Kenython Lane erreicht werden. In der Umgebung findet man weitere Megalithanlagen:
- Boscawen-ûn
- Steinkreis von Boskednan
- Chûn Quoit
- Lanyon Quoit
- Mên-an-Tol
- Merry Maidens
- Mulfra Quoit
- Tregiffian
- Zennor Quoit

## Aufbau

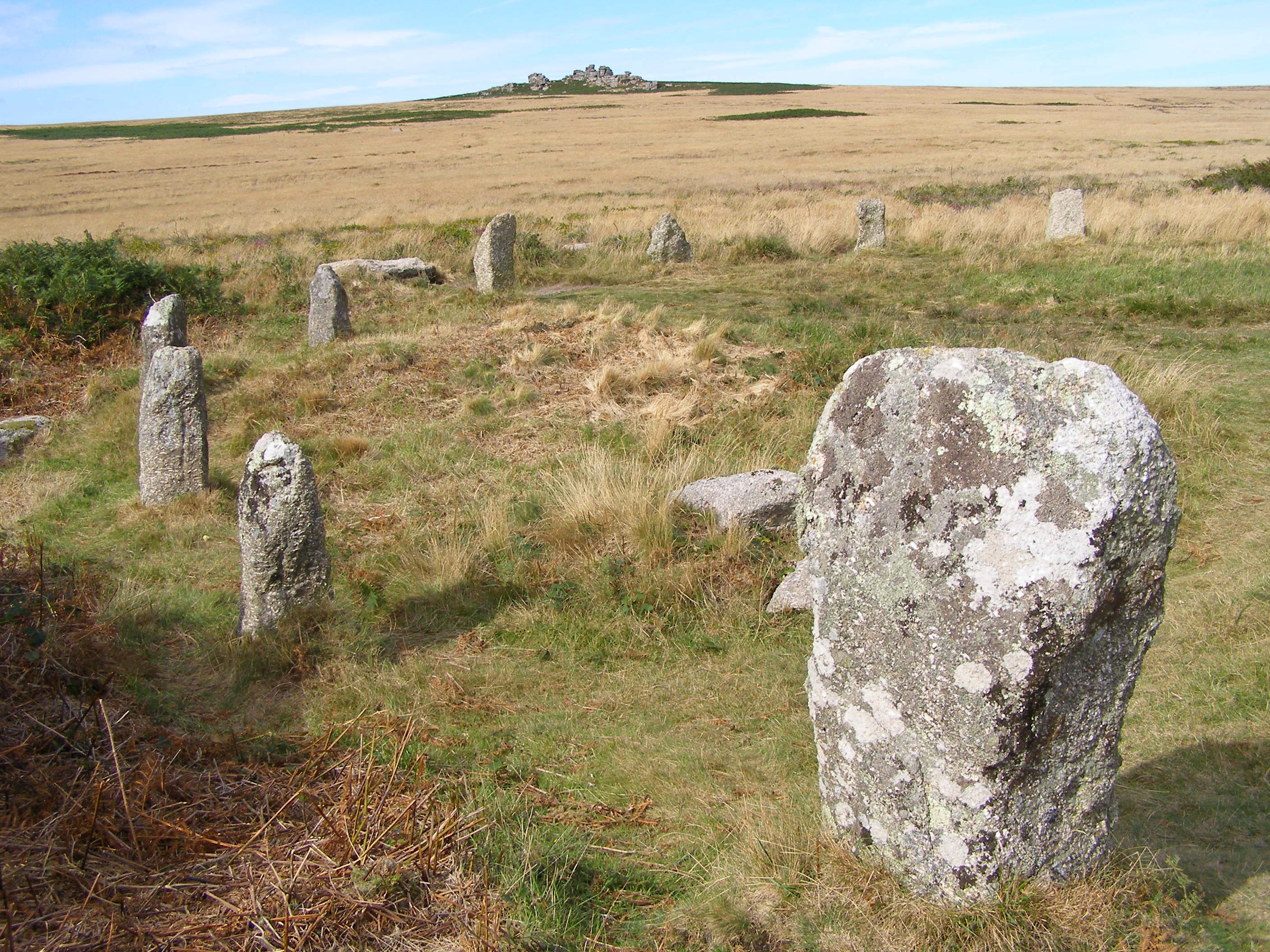
Nahaufnahme der Menhire

Der Steinkreis besteht aus 19 Granitblöcken mit einer Höhe zwischen 1,0 und 1,4 m, die annähernd einen Kreis mit einem Durchmesser von etwa 21 m beschreiben. Vermutlich fehlen zwei Steine, da der Kreis früher aus 21 Menhiren bestand. Die Steinsetzung war über die Jahrhunderte erheblichen Umbau- und Restaurierungsarbeiten unterworfen, so dass sich heute nur noch die Steine der östlichen Hälfte des Kreises in ihrer ursprünglichen Position befinden dürften.
Der Steinkreis war Teil eines größeren rituellen Bezirks, der wie das Areal um die Merry Maidens aus insgesamt drei Steinkreisen in Ost-West-Ausrichtung bestand. Die beiden anderen Steinkreise befanden sich westlich von der noch vorhandenen Steinsetzung. Der westlichste der drei Kreise wurde 1967 zerstört und ist heute nur noch durch Luftbilder nachweisbar. Vom mittleren Steinkreis, der ursprünglich den größten Durchmesser hatte und 1885 noch zehn Steine umfasste, ist heute nur noch ein Menhir aufrecht stehend vorzufinden.

## Geschichte

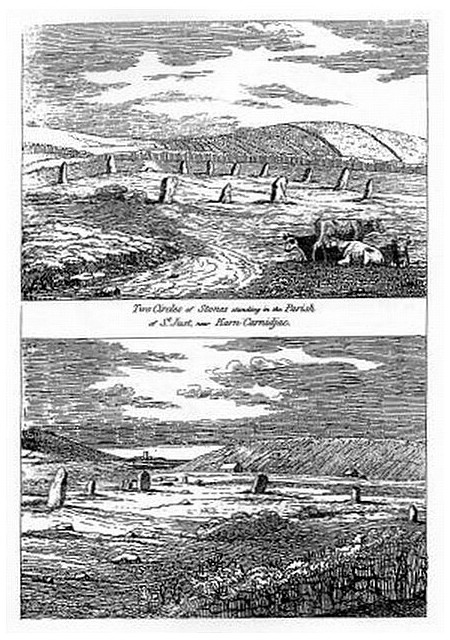
Radierung von William Cotton 1827

Entgegen einer weit verbreiteten Ansicht wurden Steinkreise wie der von Tregeseal nicht von den Kelten, sondern wesentlich früher im späten Neolithikum oder in der frühen Bronzezeit von Vertretern einer Megalithkultur errichtet. Eine erste Erwähnung in der Neuzeit fand der Steinkreis 1754 in dem Werk Antiquities, historical and monumental, of the County of Cornwall von William Borlase, der von 17 aufrecht stehenden Menhiren berichtet. Eine frühe bildliche Darstellung lieferte 1827 William Cotton in seinem Werk Illustrations of Stone Circles, Cromlehs and other remains of the Aboriginal Britons in the West of Cornwall. Zu dieser Zeit waren in den beiden anderen Steinkreisen offenbar noch einige Menhire vorhanden. William Copeland Borlase fand im späten 18. Jahrhundert noch 16 Steine vor und gab in seinem Werk Naenia Cornubiae von 1872, das die frühgeschichtlichen Baudenkmäler Cornwalls behandelt, die genaue Lage der Steine wieder.